# صفيراء محدبة
الصفيراء المحدبة (باللاتينية: Sophora gibbosa) نوع نباتي يتبع جنس الصفيراء من الفصيلة البقولية.

## البيئة والانتشار
النبات متوطن في بلاد الشام.